# Управление
Управлението (в някои случаи и като мениджмънт, макар да не са съвсем еднозначни) е извършването и упражняването на ръководни дейности в определена организирана система (системите могат да бъдат от различно естество – биологични, социални, бизнес, технически, правни), за да се синхронизират и целеположат дейностите на участващите в нея, да се гарантират опазването на специфичната структура на системите, да се поддържат наличните дейности и реализират програмни цели. 
Държавното управление се осъществява посредством система за държавно управление на две нива:
1. политическо и
2. административно. [1]

Управлението може да бъде синоним и на власт.